# Diritti LGBT in Moldavia
Le persone lesbiche, gay, bisessuali e transgender (LGBT) in Moldavia affrontano sfide legali e sociali non vissute da residenti non LGBT. Dopo la caduta dell'Unione Sovietica, la Moldavia è stata influenzata dalla Chiesa cristiana ortodossa (conservatrice).
Nonostante vi siano alcune leggi contro l'omofobia, lo Stato ha più volte violato i diritti umani contro la libertà di associazione e di manifestazione nei confronti delle persone LGBT.

## Legislazione penale riguardante l'omosessualità
Dal 1995 l'omosessualità è stata legalizzata nel territorio moldavo.
Nel settembre 2002 sono state introdotte nuove leggi che equiparano l'età del consenso a quella eterosessuale.

## Tutele per le coppie omosessuali
Non esiste alcuna tutela per le coppie dello stesso sesso e dal 1994 il matrimonio egualitario è incostituzionale.

## Protezioni dalle discriminazioni
Dopo molte pressioni da gruppi per i diritti umani venne varato dal parlamento moldavo, il 25 maggio 2012, un disegno di legge con l'obiettivo di vietare la discriminazione sulla base dell'orientamento sessuale nell'occupazione. La legge venne firmata dal presidente del paese Nicolae Timofti il 28 maggio 2012 ed entrò in vigore il 1º gennaio 2013.

## Divieti di propaganda omosessuale
Dal 2012, diverse città e diversi distretti del paese hanno adottato i divieti di "propaganda" dell'omosessualità" (non includendo alcuna sanzione amministrativa).
Il 23 maggio 2013, malgrado la legge antidiscriminazione che impedisce la discriminazione fondata sull'orientamento sessuale nell'occupazione, il parlamento moldavo ha approvato un disegno di legge che vieta la propaganda della prostituzione, della pedofilia e "qualsiasi altra relazione che quella relativa al matrimonio e alla famiglia in conformità con la Costituzione e il Codice della Famiglia ".
La legge è stata firmata il 5 luglio 2013 ed è entrata in vigore il 12 luglio 2013. La legge non vietava esplicitamente la "propaganda" dell'omosessualità, ma avrebbe potuto essere interpretata come tale dai giudici.
L'11 ottobre 2013 il parlamento ha approvato un emendamento volto a rimuovere il contenuto che avrebbe potuto essere interpretato come "propaganda omosessuale".

## Tabella riassuntiva
| Attività e relazioni sessuali legali                                                                          | dal 1995                    |
| Parità dell'età di consenso                                                                                   | dal 2002                    |
| Leggi anti-discriminazione sul lavoro                                                                         | dal 2013                    |
| Leggi anti-discriminazione in tutti gli altri settori (inclusa discriminazione diretta ed espressioni d'odio) | No                          |
| Leggi anti-discriminazione per l'identità di genere                                                           | No                          |
| Unione civile                                                                                                 | No                          |
| Matrimonio egualitario                                                                                        | (incostituzionale dal 1994) |
| Adozioni per le coppie omosessuali                                                                            | No                          |
| Autorizzazione a prestare servizio nelle forze armate                                                         | Si                          |
| Diritto di cambiare legalmente sesso                                                                          | Si                          |
| Surrogazione di maternità                                                                                     | No                          |
| Accesso alla fecondazione in vitro per le coppie lesbiche                                                     | No                          |
| Permesso di donare il sangue                                                                                  | No                          |